# نخست‌وزیر ایران
نخست‌وزیر ایران مقامی حذف‌شده است که از زمان رخداد انقلاب مشروطه تا سال ۱۳۶۸ ریاست هیئت وزیران را بر عهده داشت. تا اواخر پادشاهی رضاشاه، این مقام «رئیس‌الوزرای ایران» خوانده می‌شد. میرزا علی‌اصغر اتابک نخستین رئیس‌الوزرای ایران پس از انقلاب مشروطه بود که در ۱۲ اردیبهشت ۱۲۸۶ (۲۰ ربیع‌الاول ۱۳۲۵ ه‍.ق) برسرکار آمد. میرحسین موسوی آخرین نخست‌وزیر ایران بود که در ۲۴ مرداد ۱۳۶۸ پس از حدود هشت سال استعفا داد. این منصب حکومتی در پی همه‌پرسی ۶ مرداد ۱۳۶۸ حذف شد و ریاست هیئت وزیران به مقام رئیس‌جمهور ایران منتقل شد.
در دوران ریاست جمهوری علی اکبر هاشمی رفسنجانی، با تغییراتی که در پروتکل‌های تشریفاتی ایران به وجود آمد، معاون اول رئیس‌جمهور ایران هم‌رتبه نخست‌وزیر قرار گرفت و در پی آن مراسم استقبال از نخست‌وزیر کشورهای مختلف که به ایران سفر می‌کنند توسط معاون اول رئیس‌جمهور برگزار می‌شود.

## نخست‌وزیران زندهٔ ایران
با مرگ جمشید آموزگار در ۶ مهر ۱۳۹۵، میرحسین موسوی آخرین نخست وزیر و تنها نخست‌وزیر سابق ایران است که در قید حیات است.
| نام           | تصویر | دوران نخست‌وزیری | تاریخ تولد    |
| ------------- | ----- | --------------- | ------------- |
| میرحسین موسوی |       | ۱۳۶۸–۱۳۶۰       | ۱۱ اسفند ۱۳۲۰ |